# آن والدمان
آن والدمان (بالإنجليزية: Anne Waldman)‏ هي كاتِبة وشاعرة أمريكية، ولدت في 2 أبريل 1945 في ميلفيل، نيوجيرسي في الولايات المتحدة.

## وصلات خارجية
- آن والدمان على موقع ميوزك برينز (الإنجليزية)
- آن والدمان على موقع ديسكوغز (الإنجليزية)